# Fantasma (cómic)
El Fantasma (inglés: Ghost) es un personaje ficticio que aparece en los cómics estadounidenses publicados por Marvel Comics. Creado por David Michelinie y Bob Layton, el personaje apareció por primera vez en Iron Man #219 (junio de 1987). Fantasma es un genio inventor y hacker que usa un traje de batalla que le permite volverse invisible e intangible. Aunque comenzó como un adversario del superhéroe Iron Man, Fantasma también ha sido representado como un antihéroe y miembro de los Thunderbolts.
El personaje se ha adaptado sustancialmente de los cómics a otros medios, incluidas series de televisión animadas y videojuegos. Hannah John-Kamen interpreta una versión femenina del Fantasma llamada Ava Starr en la película del Universo cinematográfico de Marvel, Ant-Man and the Wasp (2018); sus poderes provienen de un intento fallido de replicar la tecnología cuántica de Hank Pym. John-Kamen volvió a interpretar el papel para Thunderbolts* (2025).

## Historia de publicación
Creado por David Michelinie y Bob Layton, el personaje apareció por primera vez en Iron Man #219 (junio de 1987). Originalmente un supervillano de Iron Man, Fantasma se ha convertido desde entonces en una figura antihéroe después de convertirse en miembro de los Thunderbolts durante los eventos de Dark Reign y Heroic Age.

## Biografía del personaje ficticio
Prácticamente no se sabe nada acerca de la identidad del Fantasma. Afirma haber sido un investigador de TI una vez, y que se ha vuelto lo que es por la avaricia corporativa. El Fantasma es un saboteador anticapitalista que busca destruir diversas instituciones políticas y económicas que él ve como opresivas, al parecer, estando más interesado en las relacionados con la tecnología avanzada y la vigilancia. Él, a veces, vendió sus servicios a empresas y otras organizaciones, como los Thunderbolts de Norman Osborn, que quieren destruir a los grupos rivales, pero, invariablemente, planea superar a sus propios empleadores y derrocarles a ellos también.

### Origen
Como el propio Fantasma le dijo a Moonstone, una vez trabajó tanto como un programador y un ingeniero en una empresa ascendente llamada Omnisapiente. Impresionando a la junta con su capacidad tecnológica e intelecto genial, ascendió rápidamente por los rangos y asumió el proyecto mástil de la empresa para la que desarrolló un procesador revolucionario que podía cambiar físicamente en reacción a su entorno, volviéndose intangible antes de sobrecalentarse. Gracias a su Tecnología Fantasma, las acciones de la empresa se dispararon mientras la junta, cada vez más dependiente del hombre que se convertiría en el Fantasma, recogía el crédito. Exhausto después de meses de trabajo, el programador socialmente introvertido decidió irse de vacaciones, contrariando las expectativas de la junta para un futuro lanzamiento de programación que podría aumentar sus márgenes de ganancia de manera significativa. Abordado por una colega atractiva, cuando se disponía a salir, el joven canceló sus planes de viaje y comenzó una relación con ella. Más feliz y más productivo que nunca, ahora encontraba cada aspecto de su vida ligado a la empresa, todo parte de una máquina bien aceitada, hasta que su amante murió en una explosión en su apartamento. Deprimido por su muerte y sin poder hacer frente a su aparente aleatoriedad, buscó consuelo sumergiendo su conciencia en las redes de datos que creó al cablear su propia carne con sus procesadores de flujo de estado. Dentro de esta red, no existía el azar y la mente inconsciente, en un estado de alfa, podía resolver cualquier dilema que su mente consciente no podía o no quería. En este estado, reconstruyó recuerdos y fragmentos ocultos de los datos para darse cuenta de que su amante muerta había sido contratada por la junta de seducirlo, manteniéndolo feliz y a disposición de todas las exigencias de la empresa, y más tarde asesinada por chantajearlos por más dinero. Aterrorizado, trató de huir, pero sus descubrimientos habían sido detectados por la junta que envió a un asesino a sueldo tras él. El sicario hizo estallar una bomba en su apartamento antes de que pudiera salir, destruyendo todo el edificio y matando a decenas de inquilinos. Sin embargo, sobrevivió, hecho intangible por los procesadores en estado de flujo fundidos a su cuerpo cuando un muro de fuego lo golpeó. La experiencia completó su transformación psicológica y el adicto al trabajo una vez ingenuo surgió como el Fantasma, un vigilante doblado paranoico que elimina la corporatocracia. De inmediato tomó venganza sobre la junta, matándoles a todos junto con su asesino a sueldo, y luego borró todos los registros de su vida anterior.

### La Fusión de Accutech
Algún tiempo después de esto, El Fantasma fue contratado por Carrington Pax, un ejecutivo principal de la Compañía de Energía Roxxon, para destruir Investigación y Desarrollo Accutech. Accutech estaba tratando de desarrollar un generador de partículas beta y cuando se negaron a venderlo a Roxxon, el Fantasma fue contratado para conducir a Accutech a la quiebra. Tony Stark estaba interesado en adquirir la tecnología de Accutech y compró la empresa. Investigando un disturbio en la nueva instalación como Iron Man, conoció por primera vez al Fantasma. Iron Man logró sacar al Fantasma de Accutech, pero el Fantasma juró que iba a tener su venganza contra el empleador de Iron Man, Tony Stark.
Durante las próximas semanas, Tony Stark pasó todo su tiempo libre modificando su armadura. A veces, para más seguridad, dormiría en su armadura, también. Cuando Pax y los otros ejecutivos de Roxxon oyeron que el Fantasma se había vuelto malvado, ellos temían que sus acciones harían que la empresa se vea mal, por lo que llamaron a Espía Maestro para cuidar de él. Después de una batalla feroz en Empresas Stark, el Fantasma mató al Espía Maestro. Usando una versión modificada de sus circuitos de intangibilidad, el Fantasma hizo que Espía Maestro se materializara en una pared. El impacto causó que todo el cuerpo de Espía Maestro se cerrara, y fue creído muerto. Se demostró años más tarde en Dark Reign que el Espía Maestro había fingido su muerte.
Tony finalmente tomó la ofensiva contra el Fantasma. Creó una trampa y el Fantasma caminó hacia ella. Después de una breve batalla entre Iron Man y el Fantasma, Iron Man acaparó al Fantasma en la habitación con el generador de partículas beta. Él la encendió para que pudiera ver mejor al Fantasma camuflado, ya que la radiación procedente del generador causaría interferencias en el sofisticado traje tecnológico del Fantasma. Sin embargo, la exposición prolongada al generador fue fatal, y Iron Man no quería quedarse en la habitación por mucho tiempo. Pero el Fantasma había jurado destruir Empresas Stark y nada, ni siquiera la posibilidad de morir, le detendría. Mientras trataba de llegar al generador para destruirlo, el intenso calor de su traje en sobrecarga hizo que el suelo se derrita y el Fantasma cayó. Como Iron Man lo buscaba, lo único que encontró del Fantasma fue su traje quemado. Sin embargo, Tony no creyó que el Fantasma estaba muerto.

### Fantasma Profano
De hecho, muy poco después, el Fantasma volvió a aparecer - esta vez azotando una empresa en Italia, propiedad de nada menos que Justin Hammer.El sagaz empresario pretende vender la empresa, Electrónica Fabbrizi, a Tony Stark, librándolo de un enemigo peligroso y un activo inútil, así como pegar un rival de negocios a un problema desagradable. Sin embargo, después de que Tony Stark descubre la verdadera propiedad de la empresa tambaleante, llegó a un compromiso: las fuerzas de Hammer y Iron Man cooperarían en sacar al Fantasma.Hammer envió a sus agentes Látigo Negro, Ventisca, y Boomerang para ayudar a Iron Man a combatir al Fantasma. Sin embargo, el equipo de Hammer traicionó a Iron Man, planeando deshacerse de sus dos enemigos.
Fantasma intentó matar a Iron Man al volverlo intangible. Mientras Iron Man lograba salvar las vidas de todos los involucrados, Electrónica Fabbrizi estaba irrevocablemente destruida y el Fantasma se escapó. Sin embargo, cuando el misterioso villano se enfrenta a Hammer, se reveló que el despiadado hombre de negocios había desarrollado defensas contra los poderes de intangibilidad del Fantasma, e hizo su propio escape, dejando a su agresor atrapado. Al hacer volar su salida, el saboteador prometió seguir su cruzada contra Hammer y todas las empresas en cualquier lugar.
Fantasma fue contratado después por Kingpin para robar el nuevo proceso de Roxxon para crear vibranio sintético, y peleó con Spider-Man y la Pantera Negra.
El Fantasma fue derrotado después por Centurión Solar, pero escapó y luego fue derrotado por Ultrón.

### La Teoría del Big Bang
Mucho más tarde, varias empresas fueron repentina y violentamente destruidas cuando unas bombas, al parecer, instaladas en los ordenadores personales, estallaron en las oficinas del centro de la ciudad. Tony Stark, quien en ese momento estaba de incógnito como un empleado común en una de las empresas que quebraron, logró rastrear la fuente de los ataques, el "Cuerpo Avanzado", una cubierta para I.M.A.. Entonces se reveló que IMA, no suelen operar en los círculos empresariales comunes, en esta ocasión había empleado a un agente especial para eliminar la competencia: el Fantasma. Casi derrotando a Iron Man en su primera pelea y escapando sin problemas, él golpeó un obstáculo desagradable durante su segunda pelea cuando trató de eliminar su mano disfrazada en el pecho de Iron Man, y el corazón, entonces artificial de Tony Stark se defendió y lo dejó inconsciente. Posteriormente fue detenido, pero su identidad parece haber permanecido desconocida.

### Inevitable
Más tarde, después de haber escapado aparentemente, el Fantasma (en un nuevo conjunto, más ágil) fue empleado por el tercer Espía Maestro para ayudar a liberar al Láser Viviente, que estaba "cautivo" en Industrias Stark en el momento. Intentó matar a Iron Man, y creyó conseguirlo. Al final, resultó demasiado poco fiable y peculiar, y fue abandonado por su empleador, permaneciendo en libertad.
El Fantasma fue mencionado por Guantelete como el que lo atacó y dejó una marca NW en él (cuando en realidad era el recluta aparentemente desenfadado Slapstick).

### Dark Reign
Durante la historia Dark Reign, parece haberse vuelto más desquiciado y solitario, sin embargo, como Ms. Marvel menciona "Huele ... mal". y el propio Fantasma muestra signos de una creciente obsesión. Con los Thunderbolts separados oficialmente, Norman Osborn recluta a Fantasma para sus nuevos Thunderbolts, ahora un equipo de operación negra bajo el control directo de Osborn. Fantasma ayuda a Osborn a tomar el control de Air Force One con el Duende (en realidad el nuevo miembro de los Thunderbolts Ajusticiador), Doc Samson, y el nuevo Presidente a bordo. Como parte del plan de Osborn, el Fantasma se enfrenta a Samson fuera del avión, y le cae del cielo. Osborn le pide al Fantasma que vaya a la Torre Stark, donde abre una bóveda que contiene las viejas armaduras de Iron Man. Fantasma le revela más tarde a la Viuda Negra que cuando Osborn sea el rey del mundo empresarial, actuará como "un virus" para derribarlo desde el interior. Él explica que quiere informar al vrdadero jefe de Yelena, Nick Furia. La Viuda finalmente fue expuesta como Natalia Romanova, que de hecho era la agente encubierta de Nick Furia, y que estaba tratando de asegurarse de que Pájaro Cantor seguía viva. Paladín, Fantasma y Ajusticiador deliberadamente se rebeló contra los otros Thunderbolts a fin de que las dos heroínas escaparan. Sin embargo, Fantasma insistió en que se quedaran en los Thunderbolts, porque todos ellos tienen sus propias agendas. Él usa una descarga electro-convulsiva para hacer que Azote y Míster X olvidaran la traición. Al final de la historia Dark Reign, Fantasma traicionó a Osborn enviando un paquete de datos que había recogido para cualquier héroe pueda recibirlo, advirtiéndoles de los planes de Osborn para capturar el arma mágica de Odín, Gungnir. Consciente de la emergencia, Mercurio cruzó el Océano Atlántico y trituró a Míster X (que llevaba el arma en el momento) en combate, recuperándola.

### Stark Desensamblado
Debido a que Tony Stark se había lobotomizado deliberadamente a sí mismo en un estado vegetativo, e hizo transferir su poder a Donald Blake, Madame Máscara contrató a Fantasma para matar a Stark. Ella le dio un teléfono hecho por el Chapucero, que podría utilizar para ejecutar sus habilidades de fase para llegar a cualquier lugar en el mundo. Fantasma logró rastrear a Stark a Broxton, Oklahoma, donde intentó asesinar dos veces a Stark. Al mismo tiempo, los compañeros de Stark estaban tratando de reiniciar su cerebro. Para entonces, Stark había recuperado la conciencia y usó el propio teléfono del Fantasma contra él, enviándolo a una instalación en Seúl.

### Thunderbolts Post-Asedio
Por su ayuda en la caída de Norman Osborn, Fantasma fue reclutado por el nuevo equipo de Thunderbolts formado a raíz del Sitio. Fantasma es el primer miembro del equipo que Cage conoce cuando llega a la Balsa. Durante Shadowland, vería a Calavera asesinar a un oficial de policía que los Thunderbolts estaban destinados a salvar. Fantasma también resultaría decisivo en el intento de fuga de los Thunderbolt, pero al hacerlo, logró ir a una dimensión alternativa, y se encontró cara a cara con Iron Man de nuevo. Con el fin de vencer a Fantasma, Iron Man transmitió en la red de Fantasma una confirmación de que todas las divisiones de Industrias Stark cerrarían con efecto inmediato. Por lo tanto, Fantasma renunció a sus planes de matar a Stark, porque ya no es un monopolista tecnológico. Después de volver a la Balsa, Fantasma le contó a Piedra Lunar un cuento de origen inverificable, con lo cual reflexionó sobre si eso significa que ha recuperado su capacidad de confiar o si simplemente no la percibe como una amenaza en absoluto, sólo para concluir, como atravesaba a una Piedra Lunar muda, que ambos son irrelevantes para un hombre que abandonó su humanidad y es verdaderamente intocable.
Más tarde, Tiberius Stone y Mark Raxton se acercan al Fantasma, quienes lo contratan para sabotear a Industrias Parker, un competidor de la propia empresa de Stone, Alchemax.Fantasma se infiltra en Industrias Parker, y mientras él es sometido por Spider-Man y los empleados de la empresa, aun así logra destruir el edificio y todo lo que hay en él con explosivos.

## Poderes y habilidades
El Fantasma lleva un traje de batalla de su propio diseño. Su tecnología fantasma le permite volverse a sí mismo y a cualquier objeto que toque invisible o intangible, pero no ambos al mismo tiempo. Los dispositivos desconocidos en el traje de batalla le permiten colarse y reprogramar todo tipo de sistemas electrónicos en sus alrededores, así como interceptar, manipular o silenciar señales electromagnéticas. Esta tecnología, junto con su excelente intelecto le hacen un superhacker.
El Fantasma también inventó armas que disparan rayos de electricidad o ráfagas de fuerza de conmoción y emplea un gran arsenal de armas de alta tecnología, incluyendo artefactos incendiarios, granadas Anson autodirigidas y bombas activadas por sonido. Sin embargo, a menudo evita enfrentamientos directos en conjunto, prefiriendo los subterfugios y las tácticas de emboscada.
Es un táctico brillante, inventor y pirata informático.

## Otras versiones

### Marvel Ultimate
La versión Ultimate Marvel de Fantasma es introducido en el universo Ultimate Marvel en Ultimate Comics: Armor Wars #1, donde se mete en uno de los escondites subterráneos de Tony Stark y le roba un adorno suyo. Su armadura tiene la capacidad de atravesar tradicional, y también es capaz de generar campos de teletransporte que le permiten deformar objetos. Más tarde se reveló que trabaja para "Proyecto Mañana" al mando del Hombre de Titanio. Después de que Justine y Tony son secuestrados por las fuerzas del Hombre de Titanio, que se revela a sí mismo como Howard Stark Sr., él y todos los otros experimentos excepto Tony son asesinados por un PEM que destruye toda la tecnología cercana. Muy poco se sabe acerca de este Fantasma, pero de acuerdo con Stark, Sr. "Tiene un acento raro."

## En otros medios

### Televisión
- El Fantasma hace una breve aparición en el episodio "The Armor Wars" Pte. 1 de la serie animada Iron Man, con la voz de Jennifer Hale, Jamie Horton, y Tom Kane simultáneamente.[33] En el episodio "The Armor Wars" [Pt. 1], Justin Hammer lo contrata para robar los diseños de Iron Man.
- El Fantasma aparece en Iron Man: Armored Adventures, con la voz de Michael Dobson, episodios de la primera temporada: "Persiguiendo fantasmas", "Diseñado sólo para el caos" (es enemigo de Iron Man y su misión es acabar con sus objetivos). En la segunda temporada aparece en: "Fantasma en la máquina" y "Fugitivo de S.H.I.E.L.D." (al descubrir la identidad de Iron Man como Tony Stark y robar sus archivos para venderlos, pero juró guardar su secreto). Al final, después que el mundo sabe que Tony Stark es Iron Man, probablemente el Fantasma pronto sería derrotado y llevado ante la justicia.
- El Fantasma aparece en la nueva serie de Avengers Assemble, con la voz de Jim Cummings.[33] Además de ser un enemigo de Iron Man, se muestra que esta versión es un descendiente inhumano donde sus habilidades inhumanas han mejorado sus habilidades de fase.
  - En la tercera temporada como Avengers: Ultron Revolution, episodio "Los Chicos Están Bien". El Fantasma se infiltra en la torre de los Vengadores con el fin de robar a Viernes al deshabilitarla, el Capitán América y Iron Man, así como el secuestro de Falcon, Hawkeye e Inferno. Una vez el Fantasma pone sus manos a Viernes, que utiliza sus capacidades de ajuste de fase a hundir la torre de los Vengadores en el suelo. Mientras Inferno utiliza sus habilidades de fuego para mantener la torre en la superficie, Ms. Marvel va con Iron Man en ir a su laboratorio para que pueda trabajar en un dispositivo para usar en el Fantasma. Una vez que se hace el dispositivo, Iron Man lo utiliza para desactivar las capacidades de puesta en fase del Fantasma. Después de haber sido derribado por el Capitán América, Ms. Marvel lo golpea mientras diciéndole de no volver jamás hasta ser noqueado.
  - En la cuarta temporada como Avengers: Secret Wars, episodio "No Más Vengadores, Pt. 1", espía a los Vengadores sobre la creación de la Expo Stark, en preparación para el caso de que Iron Man pueda ser salvado de la dimensión inestable. A continuación, trata de ser apuntado con algunas tecnologías de Industrias Stark, sólo para ser detectado y sometido por Thor. Antes de ser llevado por S.H.I.E.L.D. y hace un comentario acerca de Iron Man no estar con ellos, Fantasma advierte a los Vengadores de que las cosas van a ser peor para ellos.
- El Fantasma aparece en la nueva serie de Spider-Man, con la voz de Jim Cummings.[33] En esta versión es un exempleado de Industrias Stark, que había sido despedido por Tony Stark. En el episodio, "La Expo Stark", Spider-Man lo encuentra brevemente en el tejado donde estaba en el Stark Expo, hasta que se fue ante la llegada de Iron Man. Durante la inauguración de la armadura, Mark 50, el Fantasma se estrelló en el evento y se incorporó a la Mark 50. Después de que Spider-Man y Iron Man trabajaran juntos para sacar al Fantasma de la Mark 50, Fantasma reveló que él era realmente después de los discos del inter-conectividad que él utiliza de tomar el control de cada tecnología en el Stark Expo. Cuando el Fantasma comienza a intentar eliminar el reactor Ark de Tony Stark, Spider-Man tuvo que correr el riesgo de usar el V-252 que le hace derrotar al Fantasma y desactivar los discos de interconexión.

### Cine
Una encarnación femenina del Fantasma llamada Ava Starr aparece en el Universo cinematográfico de Marvel, interpretada por Hannah John-Kamen.
- Ava aparece por primera vez en Ant-Man and the Wasp (2018).[34][35]Ella es la hija de Elihas Starr, un ex colega de Hank Pym que murió durante un intento fallido de construir un portal al Reino Cuántico que también afligió a Ava con "desequilibrio molecular", que le otorga poderes de fase y le causa dolor crónico. Con la ayuda de Bill Foster, ella fue reclutada por S.H.I.E.L.D. como asesina y se le dio un traje para controlar su inestabilidad a cambio de una cura, pero ella y Foster se rebelaron al descubrir que la organización no tenía intención de ayudarla. Tras entrar en conflicto con Pym, Hope van Dyne y Scott Lang al intentar robar energía del Reino Cuántico a través de Janet van Dyne, arriesgando la vida de esta última, Ava se estabiliza más tarde y se esconde con Foster una vez más mientras Lang, Pym y los Van Dyne recolectan energía del Reino Cuántico para estabilizar aún más a Ava.
- Ava regresa en Thunderbolts* (2025).[36]Para entonces, ella empezó a trabajar para Valentina Allegra de Fontaine y mató a Antonia Dreykov antes de fundar los Thunderbolts. Tras la derrota del Vacío, Starr estuvo presente cuando De Fontaine renombró al grupo como los Nuevos Vengadores.
- Ava aparecerá en Avengers: Doomsday (2026).[37][38]

### Videojuegos
- Fantasma aparece como un jefe en las versiones de PSP y Wii del videojuego Iron Man 2, con la voz de Steven Blum.
- El Fantasma aparece en Marvel Heroes, con la voz de Phil Buckman. Trabaja brevemente para Doctor Doom y lo ayuda a robar la tableta del tiempo. Más tarde corta lazos con el Doctor Doom y desaparece a través de una pared. Más tarde, Fantasma ayuda a los héroes alertándolos de los planes de Doom mientras se preparan para asaltar Castle Doom.
- Fantasma aparece como carta jugable en el juego de cartas Marvel Snap
- La reencarnación de Fantasma del UCM, aparece como personaje jugable en el videojuego Marvel Contest of Champions.

### Motion comic
- Fantasma aparece en el motion comic de Spider-Woman, con la voz de Jesse Falcon.